# Pakhal Lake
Pakhal Lake er en kunstig sø i delstaten Telangana i Indien. Den er dannet ved opdæmning af floden Pakhal, en af Krishnas side floder. Søen dækker et areal på over 30 km2. Den blev anlagt i 1213. Søen udgør en del af Pakhal Wildlife Sanctuary, etableret i 1952.